# Карін Бальцер
Карін Бальцер (нім. Karin Balzer, до шлюбу Ріхерт (нім. Richert), 5 червня 1938 — 17 грудня 2019) — німецька легкоатлетка, яка спеціалізувалась на бар'єрному бігу, чемпіонка та призерка Олімпійських ігор, багаторазова чемпіонка Європи, рекордсменка світу, учасниця чотирьох Олімпійських ігор (1960—1972), тренерка.

## Спортивна кар'єра
Перша Олімпіада у Римі для 21-річної спортсменки пройшла не дуже вдало — вона зупинилась на півфінальній стадії змагань бігу на 80 метрів з бар'єрами.
Перший міжнародний успіх прийшов у 1962 у Белграді, коли Бальцер стала віце-чемпіонкою Європи.
Через два роки німкеня здобула в Токіо звання чемпіонки Олімпійських ігор.
В подальшому тричі (1966, 1969, 1971) здобувала звання чемпіонки Європи. Паралельно, регулярно вигравала континентальні першості (до 1970 — континентальні ігри) в приміщенні. Двічі (1967, 1970) перемагала в бар'єрному спринті в межах розіграшів Кубку Європи.
На своїй третій Олімпіаді в Мехіко була п'ятою, а на останніх в кар'єрі, четвертих, Олімпійських іграх у 34 роки здобула «бронзу» в бігу на 100 метрів з бар'єрами.
Завершила спортивну кар'єру у 1973.
Впродовж кар'єри встановила 7 світових рекордів у бар'єрному спринті, включаючи перший офіційно ратифікований світовий рекорд з бігу на 100 метрів з бар'єрами (червень 1969), дистанції, що наприкінці 1960-х прийшла на заміну 80-метровій.
Паралельно із змаганнями у 1963—1970 здобувала кваліфікацію тренера з легкої атлетики.
Була достатньо різносторонньою атлеткою та встановлювала національні рекорди, крім бар'єрного спринту, також і у бігу на 200 метрів, естафетному бігу 4×100 метрів та багатоборстві.

## Подальше життя
Упродовж 1973—1976 працювала тренеркою спортивного клубу в Лейпцизі. У 1976 отримала диплом вчителя фізичної культури.
У 1976 була кураторкою жіночої команди збірної НДР зі спринту та бар'єрного бігу. За свідченням спортсменки, того року керівництво федерації змушувало її погоджувати використання її підопічними стероїдів. Проте Бальцер відмовилась, внаслідок чого як «покарання» її тренувальна група в Лейпцизі була розформована. З-поміж інших, до цієї групи входила майбутня зірка бар'єрного спринту Східної Німеччини Керстін Кнабе (віцечемпіонка світу-1983). Після «непокори» була примусово переведена разом з чоловіком до Дрездена, де до 1987 працювала у різних закладах переважно вчителькою фізичної культури.
У 1987 виявила бажання поновити тренерську кар'єру та задля цього переїхала з чоловіком до Карл-Маркс-Штадту. Проте, за свідченням Бальцер, система підготовки спортсменів найвищого рівня у тогочасній Східній Німеччині була нерозривно пов'язана з допінгом. Внаслідок цього перспективних спортсменів доводили до певного рівня на тренуваннях їх наставники, після чого такі спортсмени переходили «під опіку» спортивного клубу та інших тренерів, в межах якого існувала система допінгової «підтримки», а кваліфікація супроводжуючого тренера мала другорядне значення. Маючи нульову толерантність до таких методів підготовки, Бальцер полишила роботу.
У 1990 отримала спеціальність в галузі соціальної педагогіки та читала лекції з цього предмету впродовж 1991—1997.
У 1998 поновила тренерську роботу разом з чоловіком. Серед їх найкращих вихованців були молодший син Фальк, переможець Кубка світу (1998), бронзовий призер чемпіонату світу в приміщенні (1999), срібний призер чемпіонату Європи (1998)) та Анья Рюкер, віце-чемпіонка світу з бігу на 400 метрів (1999).
Померла у віці 81 рік після нетривалої хвороби.

## Сім'я
У 1961 році одружилася зі своїм тренером Карлом-Гайнцом Бальцером (помер у 2007), колишнім стрибуном з жердиною.
У шлюбі народила двох синів. Старший Андреас (1965—1972) загинув у 1972 внаслідок травм, отриманих в автокатастрофі, коли Карін перебувала у Мюнхені та готувалась до стартів на своїй четвертій Олімпіаді. Андреас помер за день до фіналу бігу на 100 метрів з бар'єрами, в якому Карін Більцер була третьою з особистим рекордом (12,90). Чоловік повідомив їй про смерть сина лише після фінального забігу.
Молодший син Фальк (нар. 1973), колишній легкоатлет, який спеціалізувався в бар'єрному бігу та тренувався у батьків.

## Втеча з НДР
У липні 1958 20-річна Карін Ріхерт разом зі своїм тренером та майбутнім чоловіком Карлом-Гайнцем Бальцером втікла до Західної Німеччини. Причиною цьому став протест втікачів, викликаний рішенням федерації «перевести» Карін до спортивного клубу в Берліні та зобов'язати Бальцера сфокусуватись у подальшій тренерській діяльності на стрибках з жердиною (його спеціалізація як спортсмена), що практично позбавляло його можливості тренувати Карін. Карін була незадоволена тим, що таке рішення було прийняте без консультацій з нею самою, а Карл-Гайнц хотів поєднувати свою тренерську діяльність у стрибках з жердиною з тренуваннями Карін в бар'єрному спринті.
Проте, через погрози Штазі та побоювання щодо долі своїх родичів, майбутнє подружжя було змушено повернутись до НДР у вересні 1958.
Як покарання за втечу, Карін була відсторонена від змагань на 1 рік, а Карлу-Гайнцу Бальцеру було надовго заборонено супроводжувати підопічну на будь-яких стартах за межами НДР. Внаслідок цього він не зміг бути свідком її перемоги на Олімпіаді в Токіо.